# Ligue internationale des droits de l'homme
Pour les articles homonymes, voir Ligue des droits de l'homme.
Ne doit pas être confondu avec Fédération internationale pour les droits humains.
La Ligue internationale des droits de l'homme (de son nom anglais International League for Human Rights, ILHR) est une organisation de défense des droits de l'homme ayant son siège principal à New York. 
L'ILHR qui est la plus ancienne organisation de droits de l'homme aux États-Unis, s'est donné pour mission de « défendre les défenseurs des droits de l'homme qui risquent leurs vies pour promouvoir les idéaux d'une société juste et civile dans leurs patries ». 
L'ILHR a ses origines dans la Ligue française pour la défense des droits de l'homme et du citoyen, fondée en France au XIXe siècle. Le groupe a été reconstitué à New York en 1942 par les réfugiés européens et Roger Nash Baldwin, le fondateur de l'Union américaine pour les libertés civiles, et a été appelé jusqu'en 1976  l'« International League for the Rights of Man ». 
En 1947, la ligue a obtenu un statut consultatif au Conseil économique et social des Nations unies (ECOSOC), lui donnant le droit de témoigner devant ce corps des abus de droits de l'homme.

## Prix de l'ILRH
En 2003, le prix de l'ILRH a été attribué au Dalaï Lama, selon l'ILRH en « reconnaissance de sa lutte infatigable pour libérer ses compatriotes Tibétains de l'occupation et le maintien de leur identité nationale et culturelle. Sa persistance dans une réponse non violente en dépit de la force brutale qui est utilisée pour soumettre le Tibet est une puissante affirmation de sa conviction que la vérité, le courage et la détermination triompheront un jour de la haine et de la violence. »